# Tiszaújvárosi kistérség
A Tiszaújvárosi kistérség kistérség Borsod-Abaúj-Zemplén megyében, központja: Tiszaújváros.

## Települései
| Girincs      | Hejőbába   | Hejőkeresztúr | Hejőkürt  | Hejőpapi      |
| Hejőszalonta | Kesznyéten | Kiscsécs      | Nagycsécs | Nemesbikk     |
| Oszlár       | Sajóörös   | Sajószöged    | Szakáld   | Tiszapalkonya |
| Tiszaújváros |            |               |           |               |